# Thiago Fragoso
Pour les articles homonymes, voir Fragoso.
Thiago Neves Fragoso, né le 1er novembre 1981 à Rio de Janeiro, est un acteur brésilien.
Il joue dans de nombreuses telenovelas diffusées sur Rede Globo et occupe notamment un des rôles principaux de O Profeta en 2006 et de Lado a Lado en 2012. Lors de la sortie du film Ratatouille, il assure le doublage de Linguini en portugais.

## Filmographie
- 1994 - Confissões de Adolescente : Leo
- 1995 - Malhação : Carlos Alfredo
- 1996 - Perdidos de Amor : Guilherme
- 2000 - Laços de Família : Boy
- 2001 - Estrela Guia : Bernardo Lima
- 2001 - Le Clone : Fernando Escobar
- 2003 - A Casa das Sete Mulheres : Capitão Estevão
- 2003 - Agora É que São Elas : Rodrigo
- 2003 - Sexo Frágil : Soraya / Ana Paula
- 2004 - Zorra Total : Carlos
- 2004 - Senhora do Destino : Alberto Pedreira
- 2005 - Sítio do Picapau Amarelo : Príncipe Rabicó
- 2006 - O Profeta : Marcos Oliveira[2]
- 2007 - Casos e Acasos : Felipe / Cláudio
- 2008 - Toma Lá, Dá Cá : Ícaro Mojave
- 2008 - Guerra e Paz : Alcinho
- 2008 - Negócio da China : Diego Dumas Fontanera
- 2010 - Dalva e Herivelto : Uma Canção de Amor : Pery Ribeiro
- 2010 - Na Forma da Lei : Eduardo Moreno
- 2010 - Araguaia : Vitor Villar (coprotagoniste)
- 2011 - O Astro, as Márcio Hayalla[3]
- 2012 - Lado a Lado : Edgar Vieira Lemos[4]
- 2015 - Babilônia : Vinicius
- 2021 : Medusa d'Anita Rocha da Silveira